# Ozotoceros bezoarticus leucogaster
El venado de las pampas chaqueño, ciervo de las pampas chaqueño, o venado de campo chaqueño (Ozotoceros bezoarticus leucogaster), también llamado localmente venadillo, es una de las subespecies en que se divide la especie Ozotoceros bezoarticus, un cérvido de tamaño mediano que forma el monotípico género Ozotoceros. Habita en estepas, praderas, sabanas, y matorrales abiertos del centro-sur de América del Sur.

## Distribución y hábitat
Esta subespecie habitaba originalmente desde las sabanas herbosas del sudeste de Bolivia, el sudoeste de Brasil, el centro y oeste del Paraguay, hasta todo el norte de la Argentina, en las provincias de: Chaco, Corrientes, Entre Ríos, Formosa, sur de Misiones, Salta, norte de Santa Fe, Santiago del Estero, y Tucumán. Posiblemente pertenecían a esta subespecie los registros del norte de Córdoba. Las menciones de Jujuy son dudosas. Por el oriente el río Uruguay la separaba de O. b. arerunguaensis.
Las mayores poblaciones existentes de esta subespecie (y también de toda la especie) se encuentran en el Pantanal del centro del Brasil, con números que se sitúan entre los 20 000 y los 40 000 venados.
Pequeñas poblaciones aún pueden sobrevivir en el parque nacional Noel Kempff Mercado, Santa Cruz, Bolivia, en Paraguay en el departamento Concepción, y en la Argentina, en dos núcleos remanentes. Habría un tercer núcleo argentino aún sobreviviente (o extinto en tiempos recientes) en el chaco salteño, en la zona de Gualliama.

### Núcleo santafesino
En la zona de los Bajos Submeridionales del departamento Vera, en el centro-norte de la provincia de Santa Fe aún sobrevive una pequeña población estimada menos 50 venados, distribuidos en una superficie de 13 000 ha. Su geonemia provincial se limitaría al área comprendida entre el Tuyango por el norte, la ruta provincial 13 por el oeste, la ruta provincial 32 por el sur, y al este el canal Interlagos Norte.

### Núcleo correntino
El otro núcleo se presenta en el centro-este de la provincia de Corrientes, en grandes lomas arenosas, alargadas, paralelas, e interpuestas al Iberá y a los bañados del Aguapey, y aledañas a la reserva natural Iberá. En dicho sector se encuentra la «reserva Guasutí Ñu» (campo de venados en idioma guaraní), de 535 ha, adimistrada por «Flora y Fauna Argentina», y con una población de entre 20 y 50 venados, los que cruzan a campos ganaderos vecinos. Desde esta población, traslocando ejemplares, se ha creado un nuevo núcleo poblacional correntino dentro del Iberá, en la reserva de San Alonso, la cual posee 10 000 ha, y en donde se conservan 22 venados, entre los traslocados y los nacidos allí.

## Descripción
Los ejemplares de esta subespecie alcanzan un largo de 150 cm, y unos 70 cm de alzada. El macho es algo más pesado, alrededor de 45 kg. El factor principal de dimorfismo sexual, sin embargo, son las astas que presenta el macho adulto; éstas se ramifican generalmente en no más de 3 puntas cada una, de las cuales una se dirige hacia delante y las restantes hacia atrás. Excepcionalmente se han observado cornamentas más ramificadas.
El pelaje general de O. b. leucogaster es pardo, cercano al pardo madera, con ejemplares más claros o pardo-grisáceo, y otros tomando un tinte pardo-leonado. Muestran invariablemente marcas blancas alrededor del hocico, en la cara interna de las orejas, la parte inferior del cuello, el vientre y la cara inferior de la cola, que es corta y tupida. La cara superior de la cola es más oscura que el resto del pelaje, y está acompañada en ocasiones por una línea del mismo color a lo largo de la espina dorsal. En la base del cuello y la cruz suele presentarse un remolino de pelaje más largo. Los ejemplares juveniles presentan una coloración más clara y jaspeado en los flancos.
El macho es reconocible a la distancia por su fuerte olor almizclado, secretado por unas glándulas interdigitales, con el que marca su territorio, sobre todo durante la época de celo. Otras glándulas, ubicadas en el hocico y en la región ocular, intervienen para distinguir entre ejemplares.

## Costumbres
En parte del año vive en manadas de 6 a 11 ejemplares, pero antaño se observaron algunas integradas por 300 venados. El formar grupos le es de utilidad para detectar la presencia de depredadores. Cuando uno de ellos observa un motivo de peligro, resopla y golpea el piso con sus patas; al huir eleva la cola, y al hacerlo muestra el escudo anal blanco como señal de estampida. Antiguamente eran el puma y el yaguareté sus predadores principales. El zorro gris o pampa ataca a sus crías, al igual que el gato montés (Leopardus geoffroyi). Los perros de los puestos ganaderos al igual que los asilvestrados, predan tanto sobre crías como sobre adultos. Los cazadores furtivos completan los peligros que esta subespecie presenta hoy en día.
Se alimenta de herbáceas, como diversas especies de gramíneas, leguminosas, y ciperáceas. Forman pequeñas manadas de hasta una docena de individuos, que se disuelven en la época de celo, a fines del verano, durante la cual los machos se muestran fuertemente territoriales y agresivos.
Aprovecha los verdeos que ocurren luego de las quemas de pastizales, ya que todos los ambientes en los cuales la subespecie ha logrado sobrevivir se manejan sobre la base de quemas prescritas.
Entre 2 a 3 meses antes de la brama se renueva la cornamenta del macho. La nueva está recubierta por un tejido suave, aterciopelado y muy sensible. A fines de enero ese tejido cae, y entonces el macho la utilizará para exhibiciones durante el celo, topando a otros machos, y removiendo con ellas el suelo para delimitar su territorio. Luego del apareamiento, y después de una gestación que dura alrededor de 7 meses, nace un cervatillo por hembra, una vez acabado el invierno, el que pesa 2,1 kg. Nace con una librea que lo camufla entre las matas de pasto, presentando un pelaje largo con 4 a 5 hileras de marcas longitudinales blancas sobre un fondo gris acanelado. Las manchas las perderá a los 75 a 90 días. Recién a los 7 meses cae el pelaje largo y lo cambia por otro corto, el mismo que presenta el ejemplar adulto. Convivirá con la madre hasta su madurez.

## Conservación
Antiguamente esta subespecie era uno de los mamíferos más numerosos en su ecosistema. Estas abundantes poblaciones de siglos pasados fueron cazadas por su carne y su piel, originalmente por las etnias amerindias, y posteriormente por los colonos de cultura occidental. En los siglos XIX y XX, a causa de la caza masiva de la que fue objeto, y la reconversión de su hábitat para dedicarlo a la cría de ganado bovino y ovino, a la agricultura, y a la forestación, se ha tornado una subespecie con un retroceso geonémico excepcional. La intensísima disminución de sus poblaciones se produjo por la modificación de su hábitat y por la competencia ecológica del ganado; las enfermedades infecciosas, sobre todo la fiebre aftosa, mermaron su población en el siglo XIX. Hoy habita sólo en áreas aisladas, marginales en sus aspectos agropecuariamente productivos, así como también en áreas protegidas o grandes emprendimientos particulares.
Está registrado en el Apéndice I del listado de especies protegidas de CITES.
En la provincia de Corrientes fue declarado monumento natural provincial por decreto n.º 1555/1992 de 10 de diciembre de 1992. En dicha provincia, su hábitat es el elegido por la industria forestal para el establecimiento de sus plantaciones comerciales de eucaliptos y pinos, lo que está hace que el ecosistema de pastizales donde vive este cérvido rápidamente desaparezca. Le afectan también los perros de los peones rurales, altas cargas ganado bovino, así como la continua caza furtiva.
También la provincia de Santa Fe, a través de la ley 12182/03, declaró a la especie Monumento Natural Provincial.
Sumado a todo ello, el estado argentino tiene en proyecto el declararlo «monumento natural nacional».